# Dariusz Radosz
Dariusz Radosz (Toruń, 13 agosto 1986) è un canottiere polacco.

## Biografia
Si è laureato campione continentale nell'otto agli europei di Plovdiv 2011, con Marcin Brzeziński, Rafal Hejmej, Piotr Hojka, Mikołaj Burda, Piotr Juszczak, Krystian Aranowski, Michal Spakowski e Daniel Trojanowski.
Ha rappresentato la Polonia ai Giochi olimpici estivi di Rio de Janeiro 2016 nel quattro di coppia in cui si è classificato 4º con Mirosław Ziętarski, Mateusz Biskup e Wiktor Chabel.
Agli europei di Europei di Račice 2017 ha conquistato l'argento nel 4 di coppia, assieme a Dominik Czaja, Wiktor Chabel e Adam Wicenciak.

## Palmarès
- Europei

Plovdiv 2011: oro nell'otto;
Račice 2017: argento nel 4 di coppia;